# Johann Ulmer (Theologe, 1525)

Unterschrift „Johannes ab Vlmis“, 1549

Johann oder Hans Ulmer  (lateinisch Joannes ab Ulmis, * um 1525/29 im Thurgau; † 10. November 1580 in Egg) war ein reformierter Theologe, Korrespondenzpartner u. a. von Heinrich Bullinger, Konrad Pellikan und Rudolph Gwalther. Während eines Studienaufenthalts in England unterstützte er die jugendliche Jane Grey bei philologischen und theologischen Studien. Er arbeitete als Pfarrer im Gebiet der heutigen Kantone Thurgau und Zürich.

## Leben

### Herkunft
Johann Ulmer war ein unehelicher, legitimierter Sohn von Hans Jakob von Ulm (* um 1495; † um 1526/28, spätestens 22. Dezember 1528), einem Zürcher Ausburger, Vogtherrn von Teufen, Rorbas, Freienstein und Berg am Irchel in der Zürcher Landvogtei Kyburg. Seine Onkel waren der Konstanzer Patrizier Heinrich von Ulm († 1546) zu Griesenberg, verheiratet mit Barbara Blaarerin (* um 1490; † 1562), einer Schwester von Ambrosius Blarer, und Gregor (Gorius) von Ulm († 1576), seit 1530 Bürger von Ravensburg und seit 1537 Eigentümer von Wellenberg (bei Frauenfeld) und Hüttlingen. Johann Ulmers Halbbruder Hans von Ulm (* um 1525; † 1599) besuchte vom 25. Juli 1537 bis 11. März 1540 als zahlender („verdingter“) Schüler die 1538 an das Zürcher Fraumünster verlegte Klosterschule Kappel, immatrikulierte sich 1543/44 als „Joannes ab Ulmm Tigurinus (= aus Zürich)“ am Collegium superior der Universität Basel und folgte dem Vater als Gerichtsherr zu Teufen und Berg am Irchel nach. Die Halbschwester Barbara von Ulm (* um 1524; † 1568) zu Teufen war seit 1541 mit dem Zürcher Ratsherren Jakob Röist (Röust) (1523–1573) verheiratet. Die Ehefrau (⚭ 1519) Hans Jakobs von Ulm und Mutter der Halbgeschwister war Barbara zum Thor († um 1539). Johann Ulmer und sein Halbbruder Hans von Ulm hatten einen gleichnamigen Cousin Hans (Johannes) von Ulm (1528–1618) zu Wellenberg, der markgräflich badischer Obervogt zu Schopfheim und Badenweiler, Rat und Landvogt der Herrschaft Rötteln wurde.

### Jugend im Thurgau und Ausbildung in Konstanz und der Schweiz
Johann Ulmer wurde „in einem Dorf … im Thurgau“ (ἐν κώμῃ … ἐν Δουργαυίᾳ – en kōmē … en Dourgauïa) – weit entfernt (πόῤῥω) von Zürich – geboren und wuchs dort auch auf; Thurgau als Landschaftsbezeichnung bzw. Bezeichnung des römisch-katholischen Archidiakonates umfasste dabei auch das Gebiet rechts der Töss um Teufen.

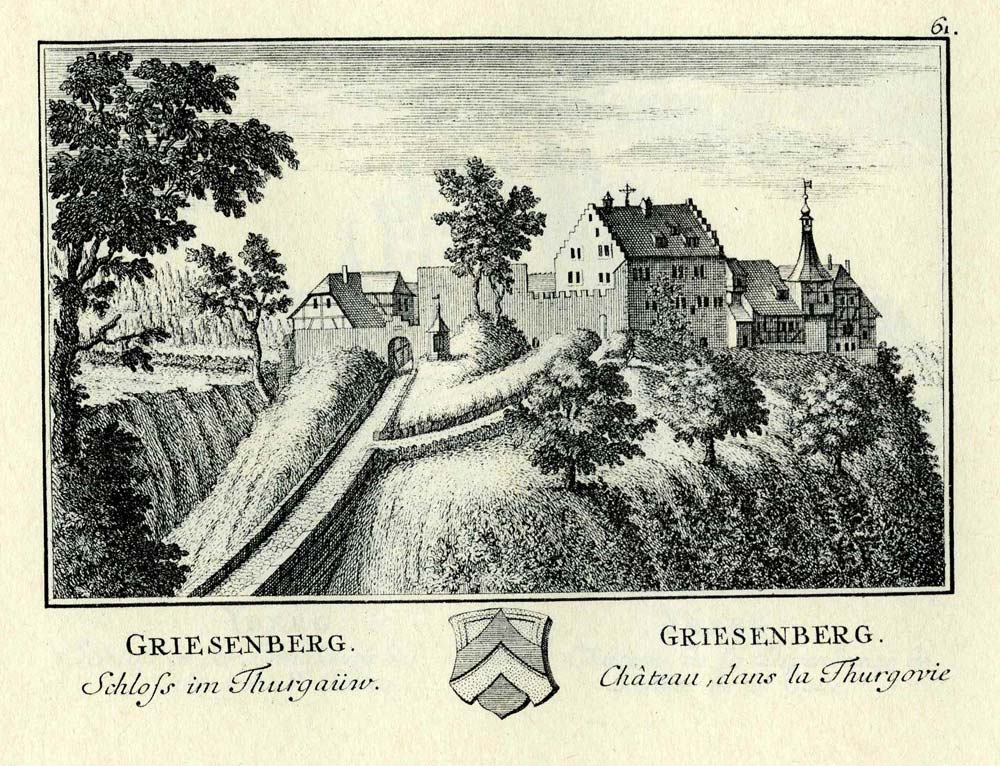
Schloss Neu-Griesenberg

Ab etwa 1544 besuchte Johann Ulmer zwei Jahre lang oder etwas länger (biennio aut paulo plus) die Konstanzer Lateinschule unter Matthias Schenck, 1546 hielt er sich bei seinem Onkel Heinrich von Ulm in Schloss Neu-Griesenberg im Thurgau auf. Vielleicht hat er zuvor bis zu dessen Tod auch eine Zeitlang im Pfarrhaus von Alexander Schmutz d. Ä. (* um 1490/95; † 1544) im benachbarten Leutmerken gelebt. Nach seiner eigenen Darstellung hatte Johann Ulmer sich sein ganzes bisheriges Leben (bis 1546) „im Thurgau“ aufgehalten, zu dem er auch Konstanz zählte, und seit November 1546 nicht lange „außer nur zwei Jahre“ (πλὴν μιᾶς μόνης διετίας – plēn miās monēs diëtias) in Zürich verbracht, wo Heinrich Bullinger sein Lehrer wurde, er sei aber nie Zürcher Bürger (πολίτης; ἔνοικος – politēs; enoikos) gewesen. Ambrosius Blarer hatte Bullinger seinen Neffen Johann Ulmer und einen gewissen Augustin, mit dem Ulmer einige Jahre in einem Haushalt gelebt hatte, als Schüler empfohlen. Seine Halbschwester Barbara von Ulm, die ihren Bruder Johann sehr schätzte, besorgte den beiden Studenten eine Unterkunft, die Mittel für Johanns Unterhalt verwaltete der Halbbruder Hans von Ulm zu Teufen. Kurz nach ihrer Ankunft in Zürich versuchte Bullinger, den Verkauf von 56 Büchern aus der Bibliothek von † Werner Steiner durch Johannes Fries für 23 Gulden an Johann und Augustin zu vermitteln.

### Studium in Oxford
Im Frühjahr 1548 wechselte Ulmer an die Universität Oxford. In England saß während der gesamten Zeit seines Aufenthaltes der minderjährige König Eduard VI. (1537–1553) auf dem Thron, den Regentschaftsrat leiteten der Lord High Admiral Edward Seymour, 1. Duke of Somerset (1547–1549), und nach dessen Hinrichtung John Dudley, 1. Duke of Northumberland (1550–1553), die beide den Protestantismus unterstützten.
Im Herbst hielt sich Johann Ulmer bei Bartholomew Traheron (Benthalmai Outis) († um 1558) auf. Kurz nach ihm kam im Herbst 1548 auch Augustin Bernher, der in Zürich ein Schüler von Johann Wolf gewesen war, aus Tübingen nach Oxford und wohnte mit seinem Freund Ulmer bei Traheron. Es dürfte sich bei ihm um den bereits 1546 von Ambrosius Blarer erwähnten Freund „Augustin“ handeln. Augustin Bernhers Schwester Agnes († nach 1560) war mit dem Pfarrer Alexander Schmutz d. Ä. (* um 1490/95; † 1544) in Leutmerken – unmittelbar bei Schloss Griesenberg gelegen – verheiratet gewesen, einem Neffen von Blarer.
1549 erhielt John ab Ulmis in Oxford das Baccalaureat. Als Bakkalar ausgezeichnet, wurde „Joannes Ulmensis“ auf Empfehlung von Traheron und John Cheke hin in das King’s College (Christ Church College) aufgenommen. Augustin Bernher wurde durch John Hooper als Amanuensis (Sekretär) an den Hofprediger und früheren Bischof von Worcester Hugh Latimer vermittelt. Bernher blieb in England und unterstützte die Protestanten während der Verfolgung unter Königin Maria I.

#### Begegnung mit Thomas Cranmer und weitere Besuche in London
Die reformierten Theologen Peter Martyr Vermigli, Regius Professor in Oxford, und Jan van Utenhove, Mitbegründer der niederländischen Flüchtlingsgemeinde in London, die als Glaubensflüchtlinge in England lebten, veranlassten Ulmer, eine Übersetzung des Straßburger Bekenntnisses (Confessio Argentinensis sive Tetrapolitana) von 1530 anzufertigen. Bei zwei Besuchen mit Martyr im Lambeth Palace erläuterte Ulmer dem Erzbischof Thomas Cranmer diese Schrift, der ihm dafür einige Angelots schenkte. Die Strasbourg confession hat – teilweise vermittelt über Hermanns von Wied Kurkölner Reformationsordnung Einfaltigs Bedencken von 1543 – das von Cranmer erstmals am 15. Januar 1549 herausgegebene Book of Common Prayer beeinflusst. Bei einem dritten Besuch in London im Sommer 1549 überbrachte Ulmer Henry Grey, 3. Marquess of Dorset, dem späteren 1. Duke of Suffolk, seine Mitschrift einer Oxforder Disputation über die Eucharistie, die von Peter Martyr unter Mitarbeit von Henry Holbeach, Richard Cox, Simon Haynes († 1552), Sir Richard Morison, Sir Christopher Nevinson († 1551) und William Tresham (1495–1569) am 4. Mai 1549 abgehalten worden war, und verbrachte einige Tage mit Ralf Skinner († 1563) und John Willock (* um 1515; † 1585) in Greys Stadthaus. Danach wurden Ulmer, Skinner und Willock von Henry Grey mit einer „Pension“ (einem Stipendium) von jährlich jeweils 20 Crowns unterstützt. Bei einem vierten Londoner Aufenthalt überreichte Johann Ulmer auf Wunsch von Bartholomew Traheron dem Lord President of the Council John Dudley, damals 1. Viscount Lisle und 1. Earl of Warwick, Ausarbeitungen von Peter Martyr über die Frage der Ehescheidung. Um die Jahreswende 1549/50 reiste Ulmer nach London, um Grey auf Anregung Martyrs einen – nicht mehr erhaltenen – Brief von Heinrich Bullingers an Ulmer vom Dezember 1549 zur Kenntnis zu geben.
Am 7. und 8. November 1551 traf Ulmer bei einem Besuch in London zweimal mit Sir John Cheke zusammen, dem Tutor König Edwards VI., dem er ein Buch Bullingers als Geschenk für John Dudley übergab, der gerade zum 1. Duke of Northumberland erhoben worden war. Die Situation nach der Verhaftung des früheren Lordprotektors Edward Seymour durch Dudley am 16. Oktober beurteilte Ulmer als „eine besonders gefährliche und turbulente Lage des Staates, von der ich nicht weiß, ob es jemals eine beschwerlichere oder gefährlichere gegeben hat“. Johann Ulmer bat Bullinger, John Cheke zu schreiben und bald sein Versprechen zu erfüllen, John Dudley eine Veröffentlichung zu widmen.
1552 erschien eine überarbeitete Ausgabe des Book of Common Prayer. Vermutlich flossen einige der von Ulmer erwähnten Diskussionen in den Revisionsprozess ein, an dem Peter Martyr und auch Martin Bucer als Regius Professor der Theologie in Cambridge beteiligt waren.

#### Tutor von Jane Grey, Tochter von Henry Grey, 3.Marquess of Dorset
Im März 1550 hielt sich Ulmer im Hause John Hoopers auf und studierte zusammen mit Johann Rudolf Stumpf und Christoph Froschauer d. J. Bei einem Besuch in Henry Greys Landsitz in Bradgate regte Ulmer im Frühjahr 1550 dessen vierzehnjährige Tochter (filiolam … annos quatuordecim natam) Jane Grey, die spätere Neuntagekönigin von England, zu einem Briefwechsel mit Heinrich Bullinger an. Er half ihr bei Übersetzungen und holte für sie bei Konrad Pellikan Ratschläge für ihr Hebräisch-Studium ein. Bullingers Schrift Der Christlich Eestand übersetzte Ulmer für Lady Jane in das Lateinische, die wiederum selbst Abschnitte daraus als Geschenk für ihren Vater zur Jahreswende 1550/51 ins Griechische übertrug. Ulmer hielt sich auch nach seiner Rückkehr von einer Reise zu Henry Grey nach Schottland von Ende Mai bis mindestens Juli 1551 in Bradgate auf, wo er Lady Jane und ihre Lehrer John Aylmer (1521–1594) – den späteren Bischof von London – und James Haddon († nach 1556) antraf. Ulmer war jedoch wohl nicht, wie teilweise in älterer Literatur vermutet wurde, selbst Lehrer im Hause Grey.
In einem Brief an Konrad Pellikan vom 29. Mai 1551 aus Bradgate erwähnt Johann Ulmer das „schreckliche Erdbeben“ (terrae motus horribilis) vom 25. Mai 1551 in der Nähe von Croydon bei London.

#### Weiterer Studienverlauf
Neben theologischen und philosophischen Lehrveranstaltungen besuchte Johann Ulmer im Winter 1550/51 zusammen mit dem Studienfreund und collega Mag. Richard Caldwell († 1585) auch einige medizinische Vorlesungen. Seine Studien zu dieser Zeit beschrieb er detailliert in zwei Briefen an Rudolph Gwalther:

„Morgens also, als erstes nach dem Morgengebet, nämlich von 6 bis 7 Uhr, werden die acht Bücher De natura von Aristoteles gelesen, von 7 bis 8 die Loci affectarum partium („Über die erkrankten Körperteile“) des Galen, von 8 bis 9 die Bücher, die er (Aristoteles) über die Ausbildung der Moral und den Staat bzw. die zivile Administration geschrieben hat. Von 9 bis 10 legt Peter Martyr den Römerbrief aus, von 10 bis 11 wird über Galens De naturalibus facultatibus („Über die natürlichen Kräfte“) gelehrt. Dies bis zum Mittagessen, zur Mittagszeit aber werden uns einige, und zwar ethische (morales) und die Natur betreffende Probleme zum Lösen und Disputieren vorgelegt. Montags und mittwochs disputieren unsere (der artes) Magister, donnerstags jedoch diskutieren regelmäßig und miteinander abwechselnd die Theologen, Mediziner und Rechtsgelehrten untereinander. An Freitagen und Samstagen schließlich üben sich die Bakkalaren der Künste (artes) im Disputieren wie im Vortrag. Jede Disputation hat ihren eigenen festgelegten Moderator: in der Theologie Peter Martyr, in Physik oder Medizin Thomas Francis … und in der Rechtswissenschaft Weston. … Diese alle finden öffentlich statt. … Ferner gibt es sehr viele private Vorlesungen (die sie „außerordentliche“ nennen). Es existieren, glaube ich, 16 Kollegs, und sie unterscheiden sich durch unterschiedliche Aufgabenstellungen und Studieninhalte. …“

#### Aufenthalt von Josua Maaler und der Brüder Ulm zu Wellenberg in Oxford

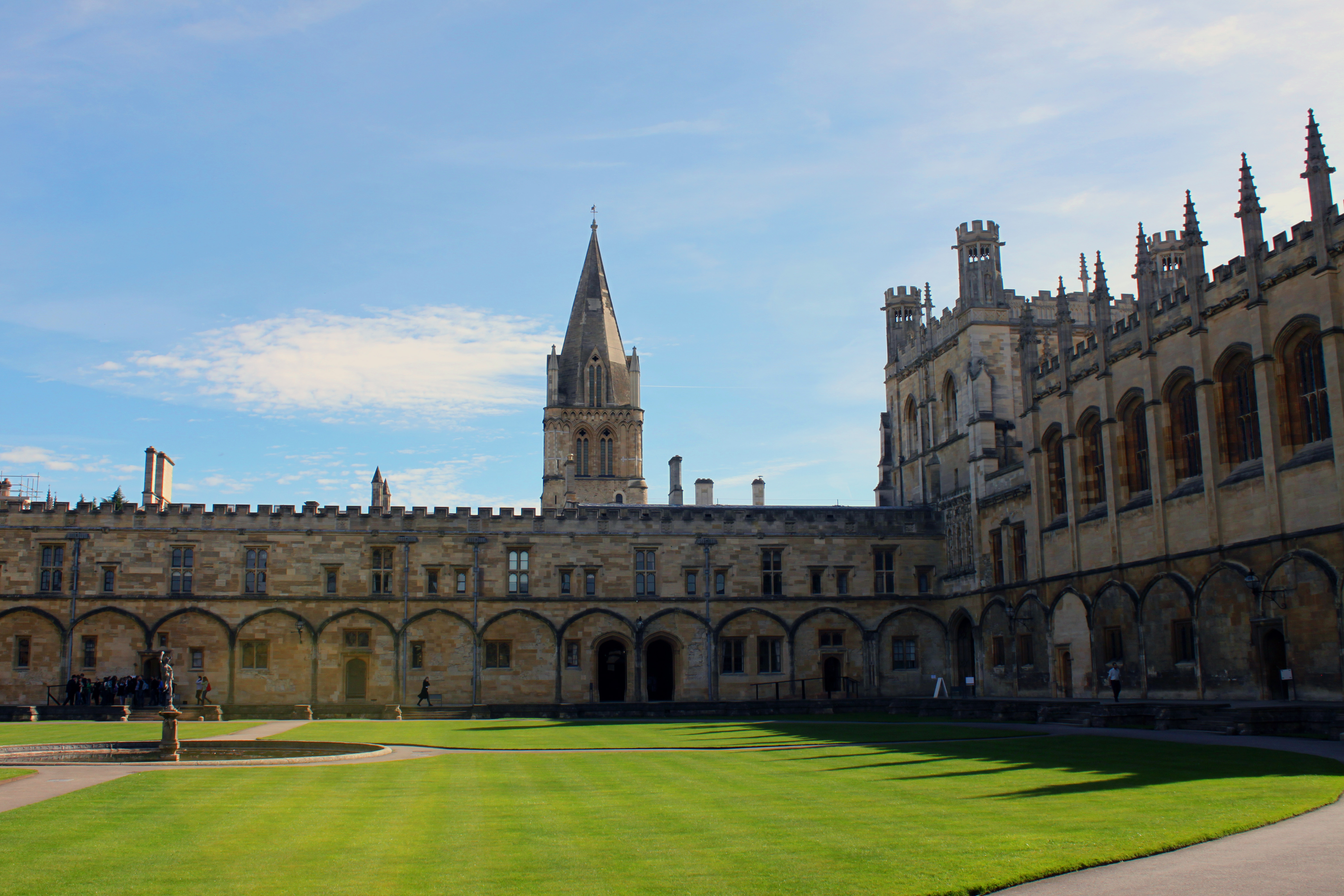
Christ Church, Oxford

Im Frühjahr 1551 reiste der Theologiestudent Josua Maaler aus Zürich mit den Brüdern Hans Konrad d. Ä. († 1592) und Heinrich d. J. von Ulm († 1563) zu Wellenberg – beides Söhne des Gregors von Ulm auf Wellenberg –, die er in London getroffen hatte, nach Oxford, das sie am 19. April erreichten. Die Reisenden wurden von ihrem Vetter Johann Ulmer und Maalers späterem Stiefbruder Christoph Froschauer d. J. bereits erwartet, freundlich aufgenommen und im King’s College (Christ Church College) untergebracht. Etwa zur gleichen Zeit ließ Bullinger dem Dean der Christ Church in Oxford und Universitätskanzler Richard Cox über Johann Ulmer Johannes Calvins Consensio mutua in re sacramentaria (= Gegenseitig Übereinkunft in der Sakramentsfrage) – den sogenannten Consensus Tigurinus über das Abendmahl –, und seine eigene, dem Marquess Henry Grey of Dorset gewidmete Sermonum Decas quinta (= 5. Sammlung von Predigten) zukommen. Ein weiteres Exemplar der Sermonum Decas quinta übergab Ulmer am 1. Mai 1551 persönlich an Henry Grey, der sich in Berwick-upon-Tweed an der englisch-schottischen Grenze aufhielt. In Berwick-upon-Tweed begegnete Ulmer Robert Maxwell, 5. Lord Maxwell und anderen schottischen Adeligen, William Cunningham (1513–1562), dem Bischof von Argyll, und Thomas Thirlby, dem Bischof von Norwich, und er besichtigte die nahe gelegene Insel Lindisfarne.
Hans Konrad d. Ä. von Ulm zu Wellenberg ist noch Anfang März 1552 in Oxford belegt, als er Johann Wolf brieflich einen typischen Studientag schilderte:

„Ich widme die Stunde von 6 (bis 7) Uhr morgens der Politik des Aristoteles, woraus ich den doppelten Vorteil ziehe: Griechisch und Moral-Philosophie zu lernen. Die 7. Stunde verwende ich auf das 1. Buch der Digesten bzw. Pandekten des kaiserlichen Rechts, und die 8. auf die Wiederholung dieser Vorlesung. Um 9 Uhr höre ich die Vorlesung des hochberühmten Gottesgelehrten, Doctor Peter Martyr, die 10. Stunde widme ich den Regeln der Dialektik von Philipp Melanchthons De locis argumentorum. Unmittelbar nach dem Mittagsmahl lese ich Ciceros De officiis, ein wahrhaft goldenes Buch, von welchem ich doppelten Genuss ziehe, sowohl von der Reinheit der Sprache als der Philosophie. Von 1 bis 3 Uhr übe ich mich mit der Feder, meist im Briefeschreiben, worin ich, so weit als möglich, Cicero nachahme, dessen Reinheit des Stils uns hinlänglich mit Lehren versieht. Um 3 Uhr lerne ich die Institutionen des Zivilrechtes, welche ich laut lese, um sie dem Gedächtnisse einzuprägen. Um 4 Uhr lese ich privat, in einer bestimmten Halle, wo wir wohnen, die Regeln des Rechts (Regulae juris), welche ich höre und nicht weniger als die Institutionen auswendig lerne. Nach dem Abendessen wird die Zeit in verschiedenerlei Gesprächen zugebracht; indem wir entweder in unserer Kammer sitzen oder in irgend einem Teil des Colleges (gymnasii) auf- und abgehen, üben wir uns in dialektischen Problemen.“

Später zogen die Brüder Ulm zu Wellenberg weiter nach Frankreich.

### Rückreise in die Schweiz über London
Johann Ulmer nahm Anfang des Jahres 1552 in Oxford auf Veranlassung von Richard Cox und mit Zustimmung von Peter Martyr den Magistergrad an. Von seiner Familie brieflich zurückgerufen, kehrte er im Herbst aus England in die Schweiz zurück. Ulmer hatte – ungewöhnlich für einen Ausländer – eine Fellowship am St John’s College erhalten. Vor seiner Abreise setzte er sich bei Henry Grey und William Cecil erfolgreich dafür ein, dass diese freigewordene Stipendiatenstelle im September 1552 an seinen Schweizer Freund Alexander Schmutz d. J. (* um 1530; † 1577), einen Neffen von Augustin Bernher und Großneffen von Ambrosius Blarer, übertragen wurde. Alexanders Mutter Agnes hatte Ulmer Anfang 1548 vor seiner Abreise aus Zürich unter Tränen angefleht, einen ihrem verstorbenen Mann geschuldeten Gefallen zu erfüllen. Aus Armut war sie gezwungen, ihren Söhnen die Studien der Wissenschaften vorzuenthalten und sie in die Werkstatt eines Handwerkers zu geben. Johann Ulmer hatte ihr, sobald er finanziell selbst abgesichert war, aus England geschrieben, ihren Sohn zu schicken und Alexander 1549 zunächst bei einem Buchhändler untergebracht, kurz darauf war er in die königliche Westminster School aufgenommen worden.
Nachdem Ulmer – vielleicht schon im Sommer 1552 – Oxford verlassen hatte, schien er kurz eine Rückkehr zu erwägen, reiste dann aber doch in seine Heimat zurück. Zu der geplanten Magisterpromotion in Oxford kam es allerdings nicht mehr, da John ab Ulmis am 18. Juli 1552 nicht zur Eidesleistung erschien. Auf der Rückreise beförderte er Briefe von Thomas Cranmer, Peter Martyr und Richard Cox, die ihm im Oktober in London mitgegeben worden waren.

### Pfarrer in Hirzel, Müllheim und Egg
Ulmer wurde 1553 Pfarrer in Hirzel bei Zürich und 1555 Pfarrer in Müllheim im Thurgau. Von dort wurde Ulmer durch einen gewissen Junker „Heydenhammer von Nuͤwen Klingen“ – wahrscheinlich Caspar Ludwig von Heidenheim († nach 1587) zu Klingenberg, Oberamtmann des Klosters Einsiedeln zu Eschenz, – vertrieben. Von 1558 bis zu seinem Tod war er Pfarrer in Egg, das sich im Besitz der Stadt Zürich befand.

## Familie
Hans Ulmer heiratete am 2. Mai 1553 im Zürcher Grossmünster Gertrud Bräm aus Zürich. Ihre Kinder waren:
1. Hans Christoph Ulmer (* 1554; † nach 1584), ⚭ 1584 in Zürich Katharina Hug,
2. Hans Rudolf Ulmer (1555–1599), 1587 Bürger von Zürich, Pfarrer zu Egg,[53] ⚭ 1581 in Zürich Elisabeth Bräm,
3. Josias von Ulm (* 1558),
4. (Hans) Heinrich I. von Ulm (* um 1560; † nach 1622 (1623?)), 1607 Bürger von Zürich, 1612 Goldschmiedemeister, 1622 Lehrherr von Hans Felix II. Brauner († nach 1634), ⚭ I. 1603 in Zürich Barbara Brunner, ⚭ II. 1607 in Zürich Margarete Schmutz (Schinz),[78] Tochter von Caspar Schmutz (1544–1612) und Verena Trachsler (1560–1642), (⚭ III. 1639 Ursula Laufer (* 1589; † nach 1639)?),[79]
  1. Regula Ulmer (* 1608),
  2. Hans Jakob Ulmer (1613–1665), 1626 in das Zürcher Collegium Alumnorum aufgenommen, 1633 immatrikuliert in Basel, 1634 Lehrer bzw. Pfarrer in Dägerlen und Dorlikon (Thalheim an der Thur), 1635 immatrikuliert in Genf, 1637 von Zürich zum Diakon (Amt Helferei) des Kapitels Winterthur bestellt,[80] ab 1639 Pastor in Hettlingen, ⚭ 1637 in Winterthur Anna Ott (1619–1686)[78] aus Zürich, Tochter von Hans Heinrich Ott (1587–1647) und Barbara von Birch,
  3. Elisabeth Ulmer (* 1616),
  4. Kaspar I. Ulmer (1617–1691), 1641 Goldschmiedemeister, ⚭ 1640 in Zürich Elsbeth Schmutz (1618–1680),[79] Tochter von Hans Schmutz (1588–1637) und Elisabetha Boller († 1654),
  5. Heinrich Ulmer (* 1621),
5. Hans Ulmer (1563–163x),[81] 1587 Bürger von Zürich, seit 1598 Lehre bei Hans Rudolf I. Wirz, 1606 Goldschmiede-Meister, 1610 Lehrherr von Christoph Boller (1595–1648), ⚭ I. 1608 in Zürich dessen Schwester Susanna Boller (* 1582; † vor 1618), Tochter von Hans Jakob Boller (1552–1604) und Susanna Christen, ⚭ II. 1618 Verena Huber.[79]
  1. Hans Felix von Ulm (1609–1678), ⚭ 1640 in Zürich Katharina Taubenmann († 1669).

## Varia
Johannes von Ulm ist einer der Charaktere in dem Theaterstück Jane the Quene von Heiko Dietz. Das Stück wurde 2011 im Münchener theater … und so fort uraufgeführt, die Rolle des Johannes von Ulm übernahm Christian Streit (* 1982).

## Werke
- (Mitarbeit am 2. Teil: Mitschrift der Disputatio) Petrus Martyr Vermilius: Tractatio de sacramento Eucharistiae, habita in celeberrima vniuersitate Oxoniensi in Anglia … / Disputatio de Eucharistiae sacramento. R. Wolfe, London 1549 (Digitalisat der Bayerischen Staatsbibliothek München)